# Massimiliano Fuksas

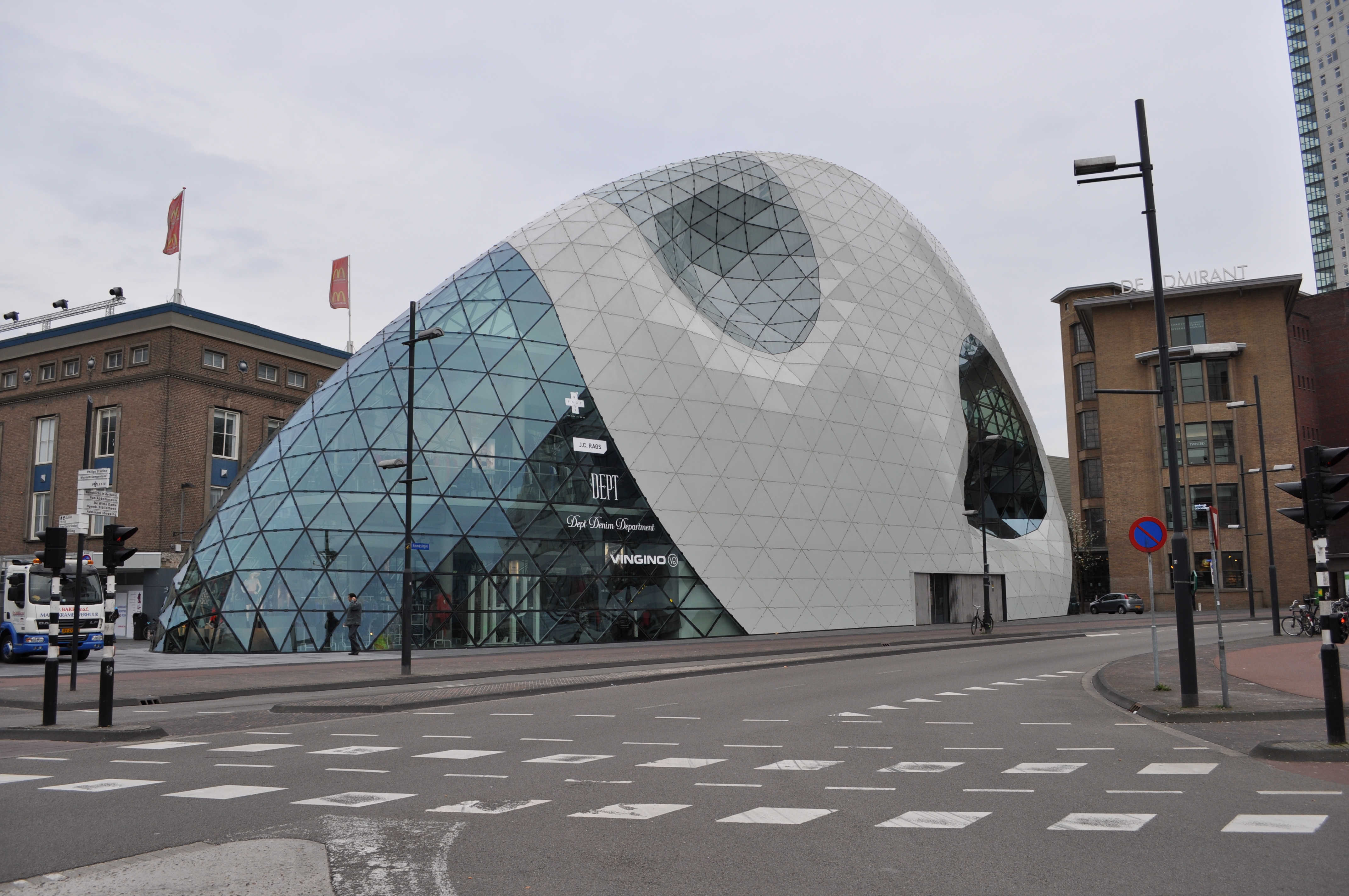
De Blob in Eindhoven

Massimiliano Fuksas (Rome, 9 januari 1944) is een Italiaanse architect. Hij staat aan het hoofd van Studio Fuksas, samen met zijn vrouw, Doriana Mandrelli Fuksas, en heeft kantoren in Rome, Parijs en Shenzhen. Fuksas is gasthoogleraar aan verschillende universiteiten, waaronder de École spéciale d'architecture in Parijs en de Columbia-universiteit in New York.

## Biografie
Aan het begin van de jaren 1960 werkte hij voor Giorgio de Chirico in Rome. Nadat hij Italië verliet, werkte hij een tijdje voor Archigram in Londen, voor Henning Larsen en voor Jørn Utzon in Kopenhagen. Hij behaalde zijn diploma architectuur aan de Universiteit Sapienza Rome in 1969, waar hij in 1967 zijn eerste kantoor opende, de GRANMA, in samenwerking met zijn eerste vrouw Anna Maria Sacconi.
Sinds 1985 werkt hij samen met zijn tweede vrouw, Doriana Mandrelli, die in 2007 afstudeerde in architectuur in Parijs. Vervolgkantoren werden geopend in Parijs (1989), Wenen (1993), Frankfurt (2002) en Shenzhen (2008). De nieuwe Terminal 3 van de Internationale luchthaven Shenzhen Bao'an, die zijn firma ontwierp en bouwde van 2008 tot 2013 (met ondersteuning van parametrisch ontwerp door het ingenieursbureau Knippers Helbig), is een uitstekend voorbeeld van het gebruik van parametrisch ontwerp en productietechnologieën in een groot bouwproject.
Van 1994 tot 1997 was Massimiliano Fuksas lid van de stedelijke commissies van Berlijn en Salzburg. Al vele jaren wijdt hij speciale aandacht aan het onderzoeken van stedelijke problemen, met name de voorsteden. Vanaf juni 1997 was hij adviseur van de Raad van Bestuur van het Institut Français d'Architecture (IFA). Sinds januari 2000 schrijft hij de architectuurcolumn voor het wekelijkse nieuws- en opinietijdschrift L'Espresso, opgericht door Bruno Zevi. In 2000 was Fuksas directeur van de zevende internationale architectuurtentoonstelling van de Biënnale van Venetië.
Van 2002 tot 2005 werkte Fuksas aan het nieuwe complex van de Fiera Milano. Deze Milanese jaarbeurs verhuisde vanuit Amendola naar de voorstad Rho. Het expositieterrein van 200 hectare werd voor de helft bebouwd met onder meer acht evenementenhallen (waarvan twee met twee verdiepingen), horeca, diverse kantoren en een congrescentrum. Deze liggen grotendeels aan een 1500 meter lange ruggengraat die met een 'sluier' van glas en staal wordt overkapt. De Fiera Milano huisvestte onder meer de Expo 2015 en het langebaanschaatsen en een deel van de ijshockeywedstrijden tijdens de Olympische Winterspelen 2026.
Van 2003 tot 2010 maakte Fuksas ontwerpen voor de Nederlandse stad Eindhoven. In de binnenstad, op en rond het 18 Septemberplein, maakte hij een reconstructie van het Piazza Center, inclusief een nieuwe loopbrug over de Boschdijktunnel (een drukke straat in de binnenring) en electronicawinkel aan de overkant. Fuksas voegde opvallende blob-architectuur toe aan het door rechthoekige gebouwen gedomineerde plein: de Blob, de Bubble en de Tube.

## Persoonlijk
Fuksas werd geboren in Rome in 1944; zijn vader was Joods-Litouws en zijn katholieke moeder was de dochter van een Franse vader en een Oostenrijkse moeder. Hij heeft twee dochters met Doriana Fuksas: Elisa en Lavinia. Op 6 december 2021 werd Fuksas' Litouwse staatsburgerschap hersteld.

## Enkele werken

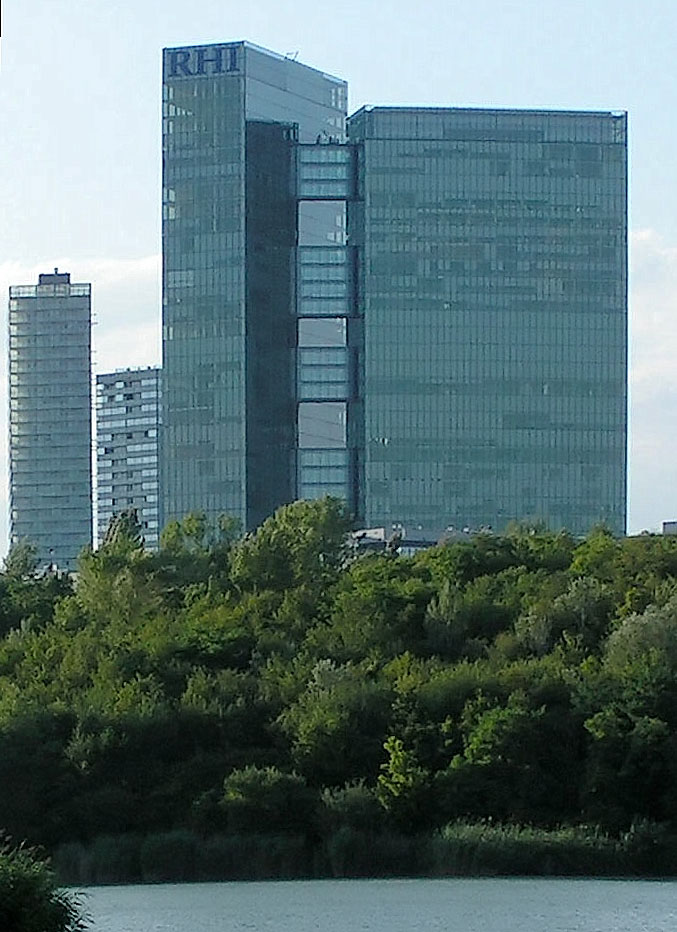
Vienna Twin Tower in Wenen
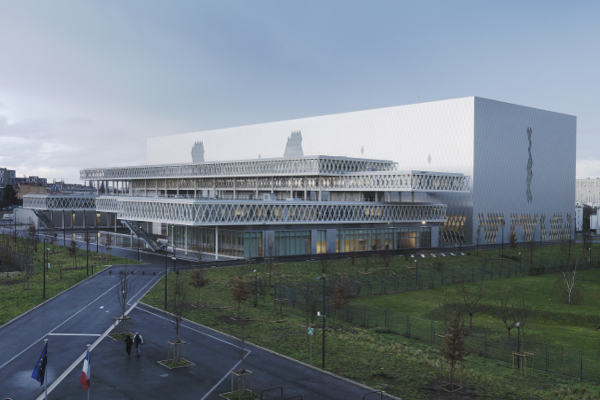
Archives Nationales in Pierrefitte-sur-Seine
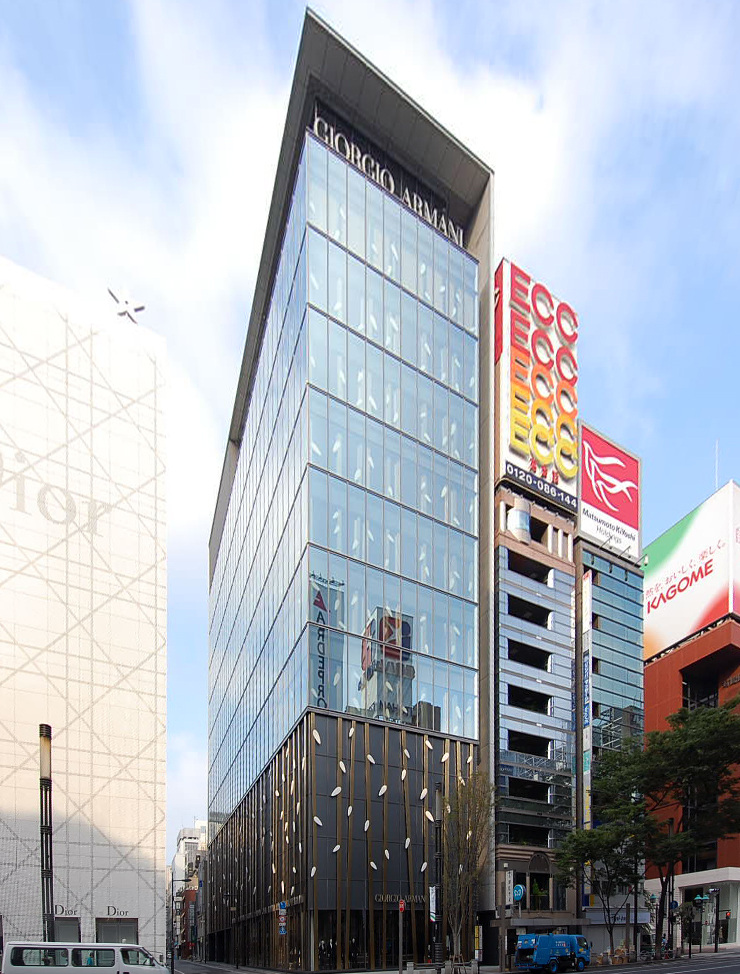
Armani Ginza Tower in Tokio
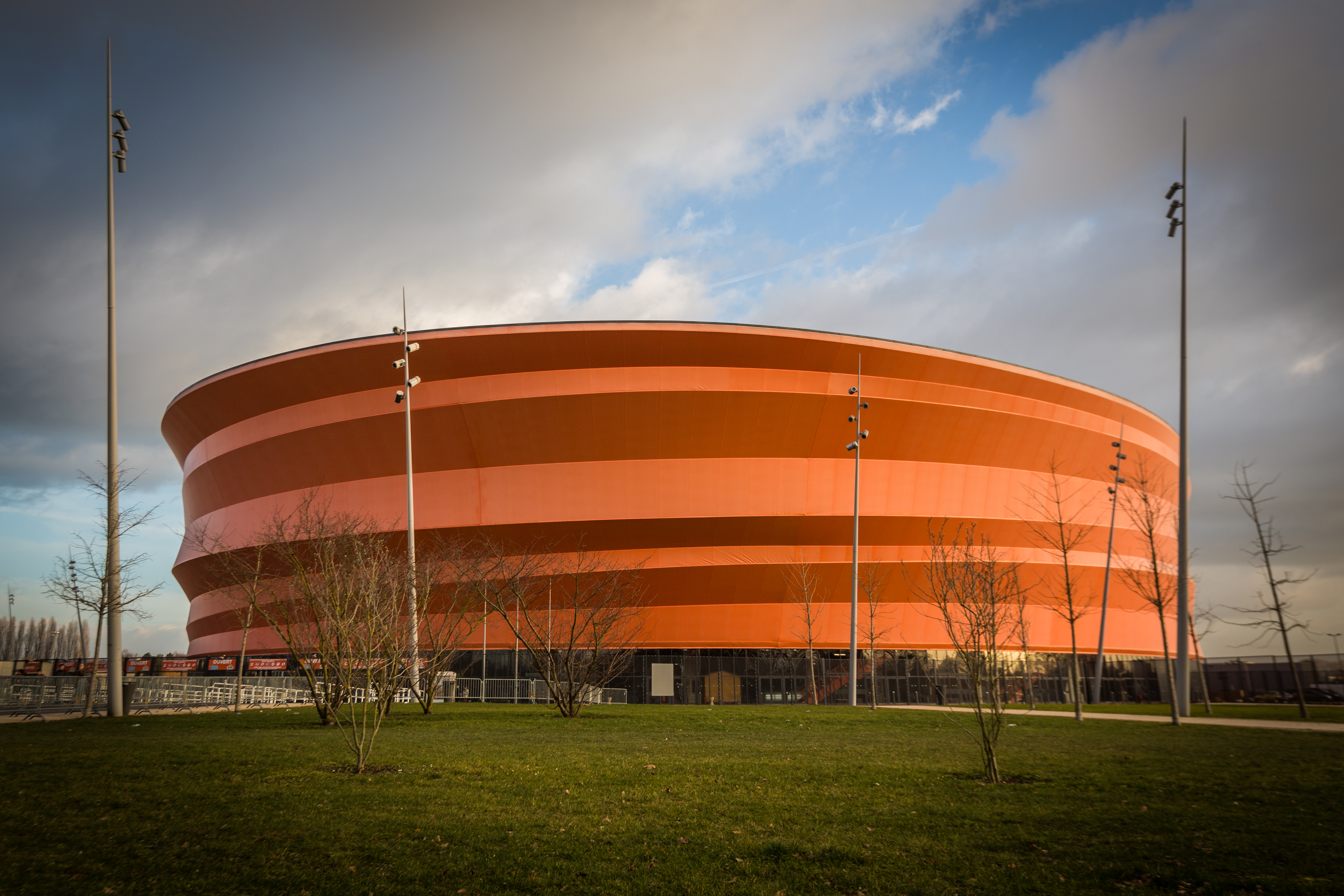
Het Zénith van Straatsburg
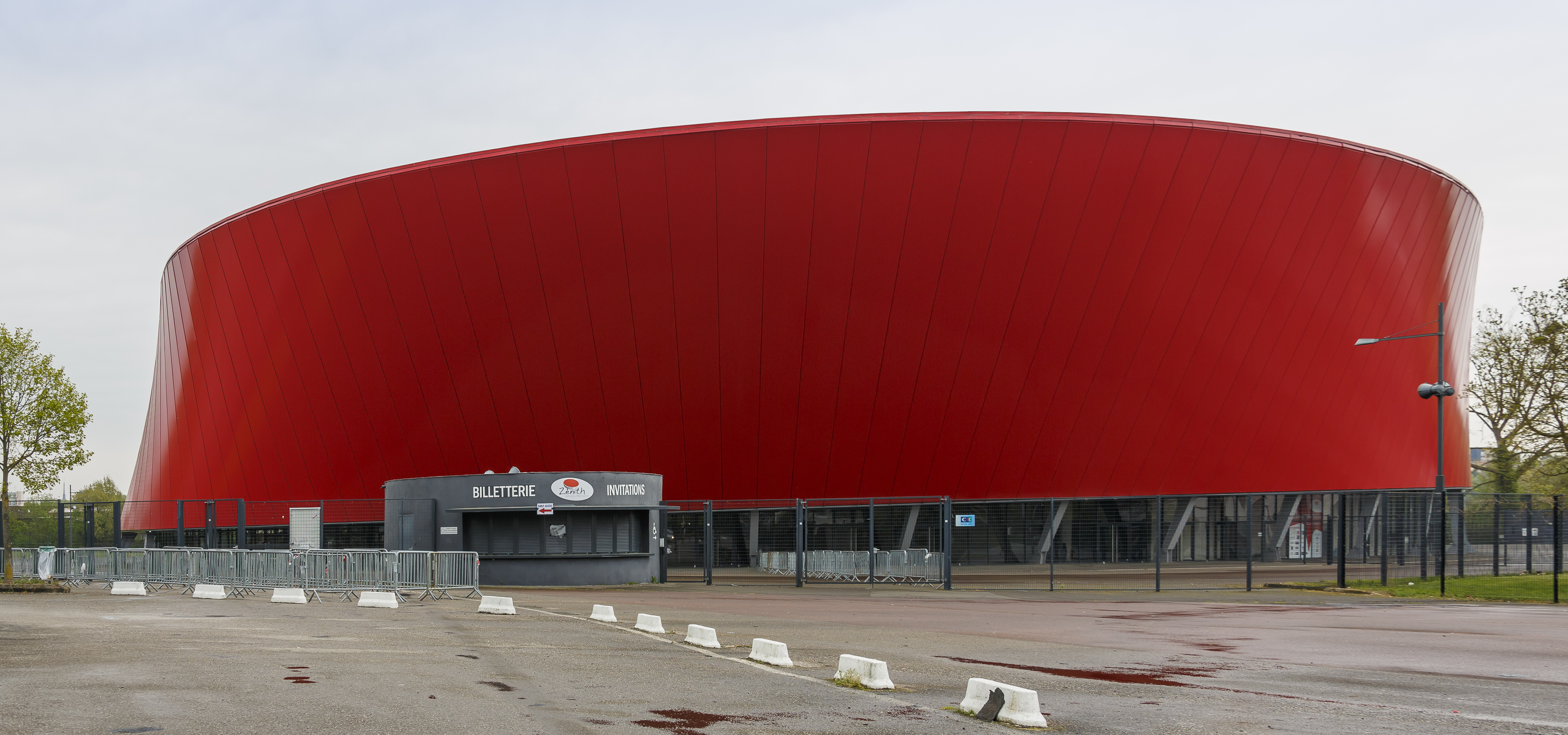
Het Zénith van Amiens
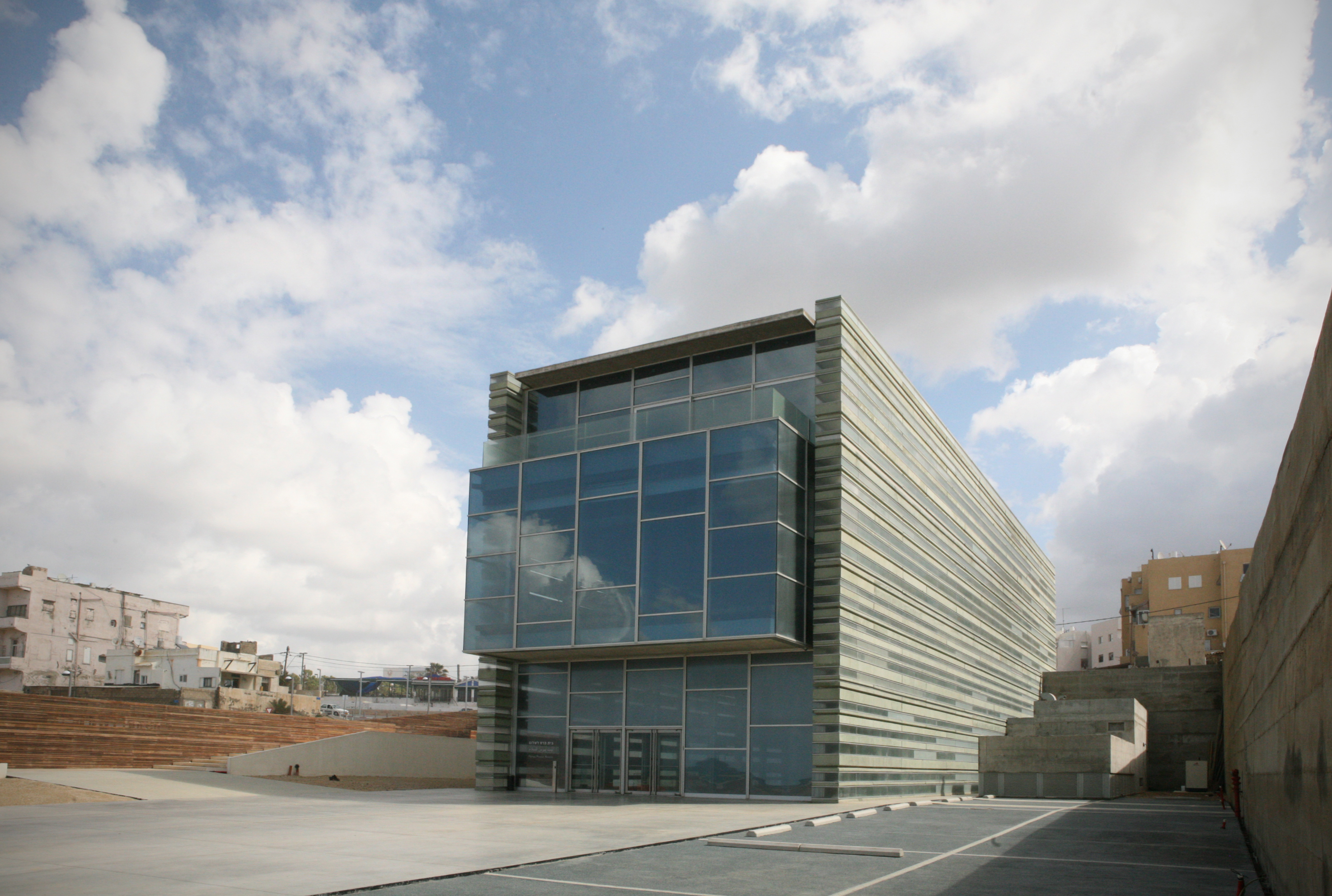
Het Peres-vredeshuis in Jaffa
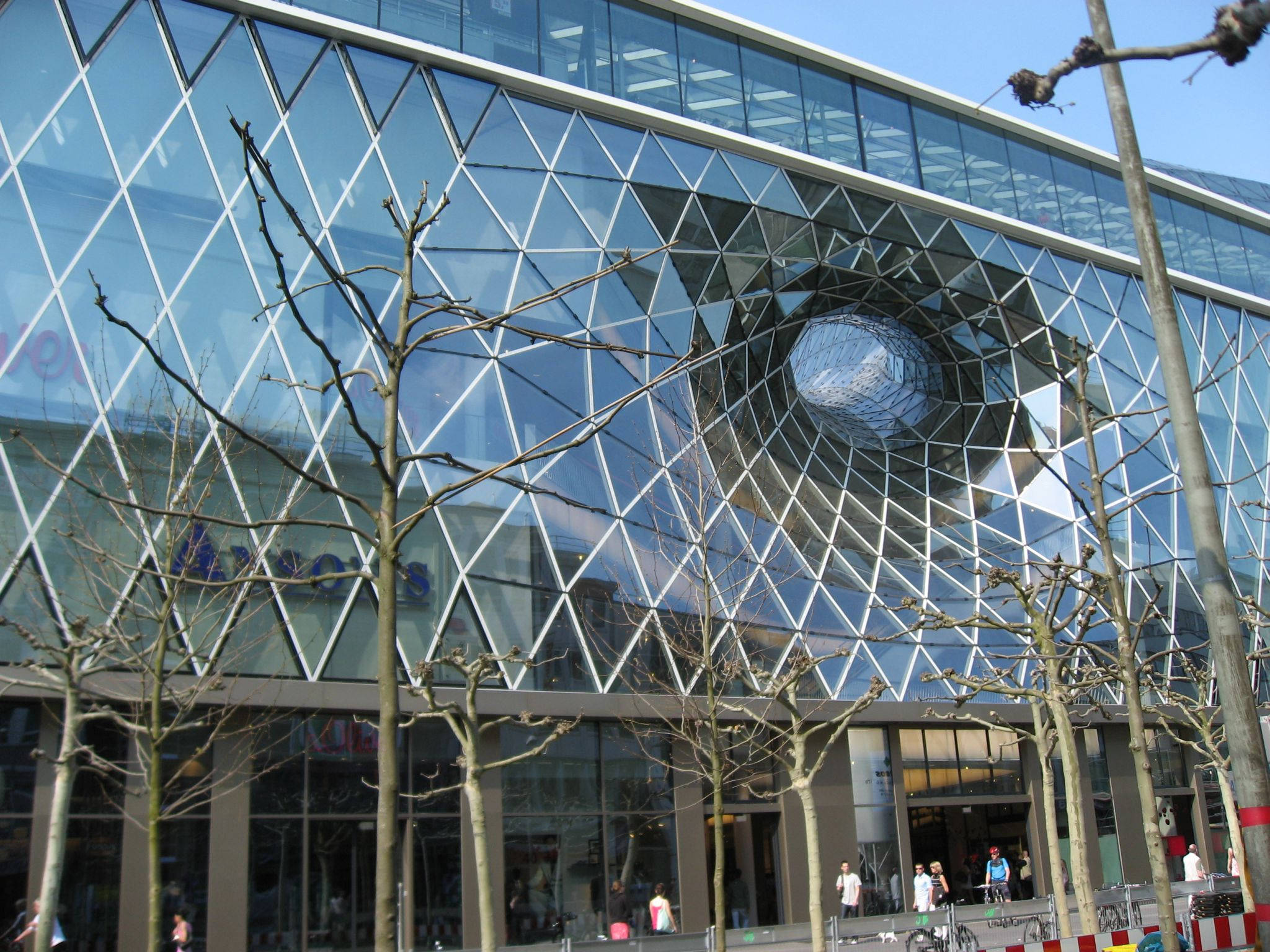
Het winkelcentrum MyZeil in Frankfurt
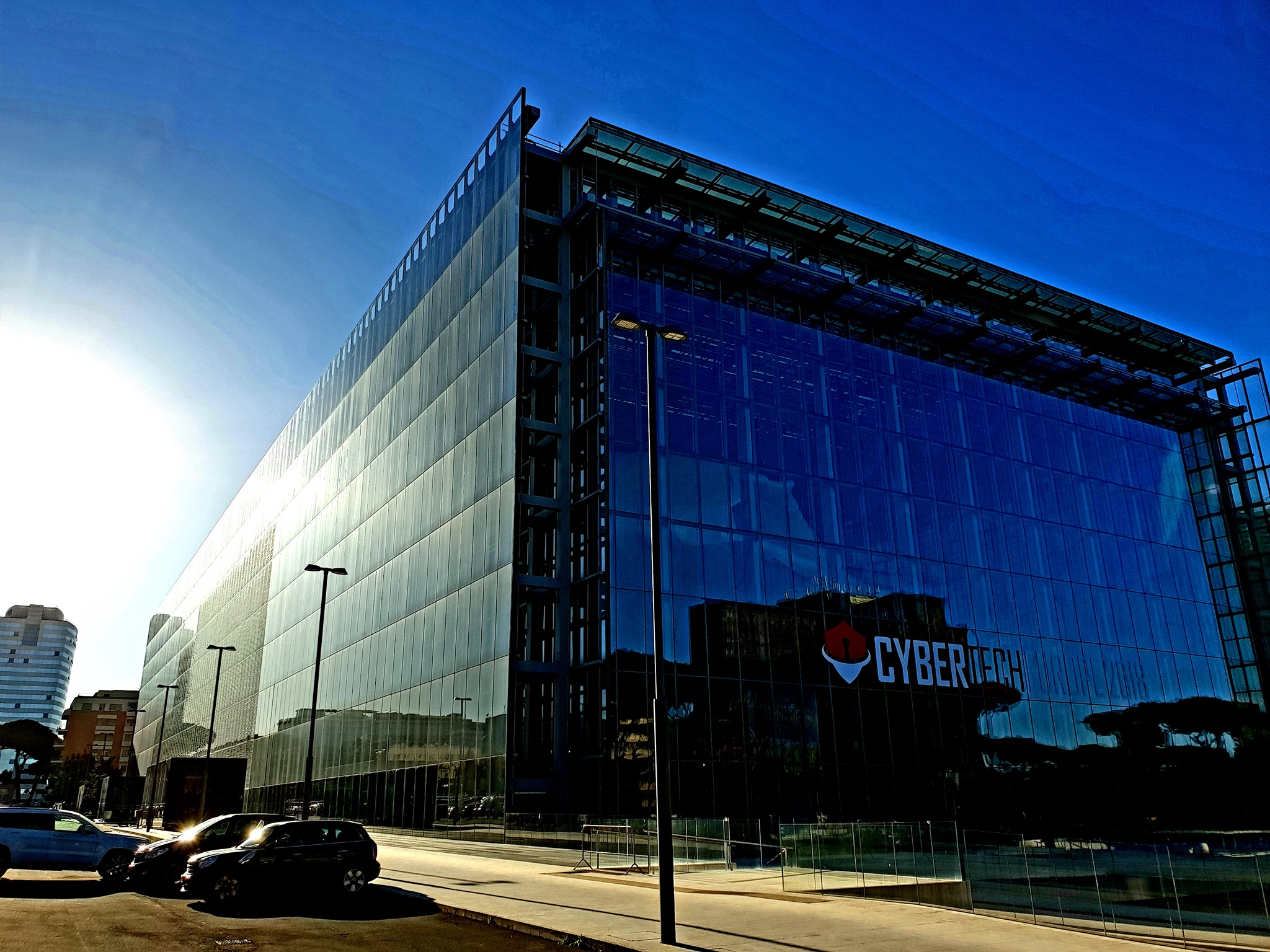
De New Rome-EUR Convention Center in Rome
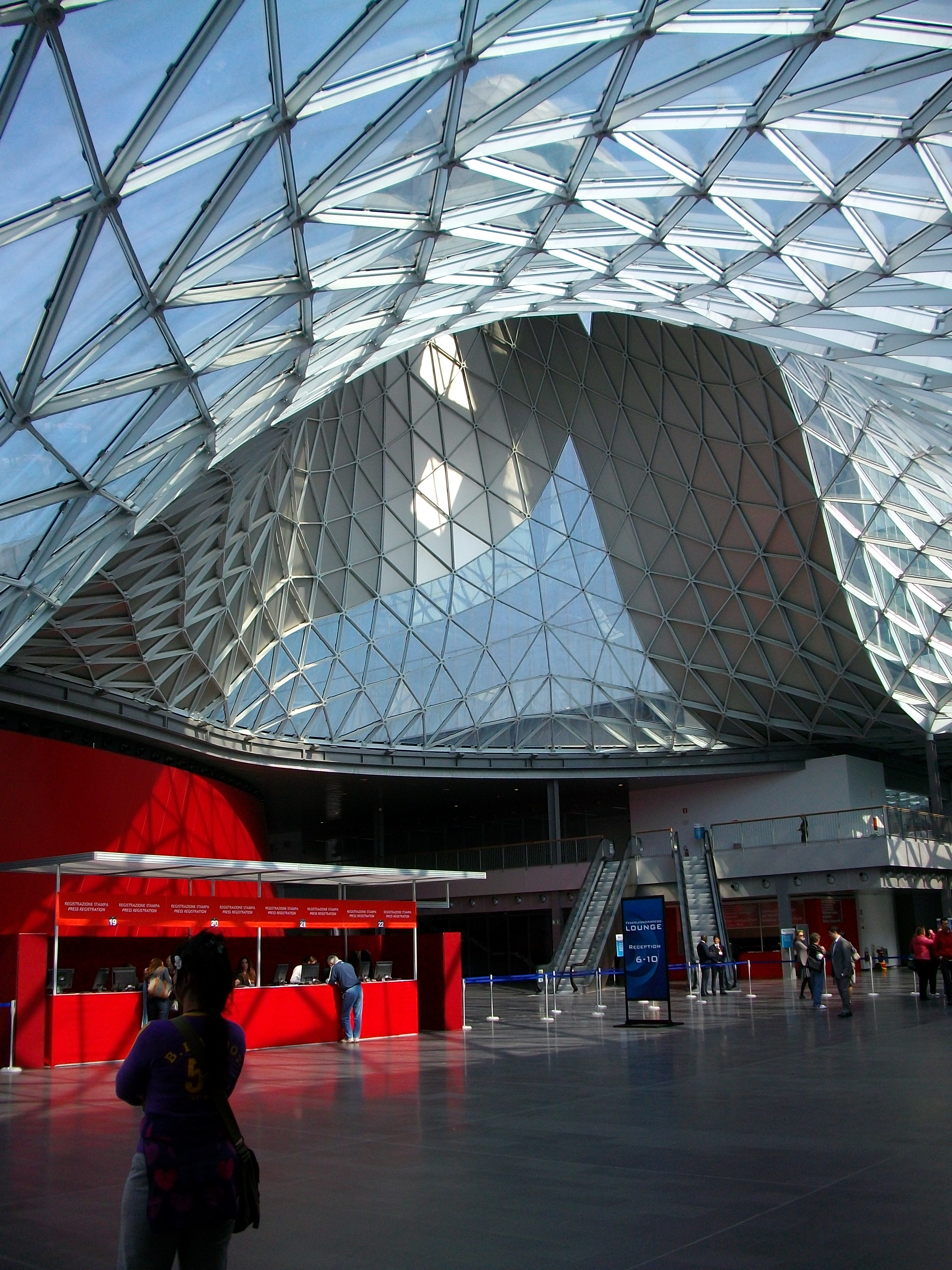
Fiera Milano in Milaan
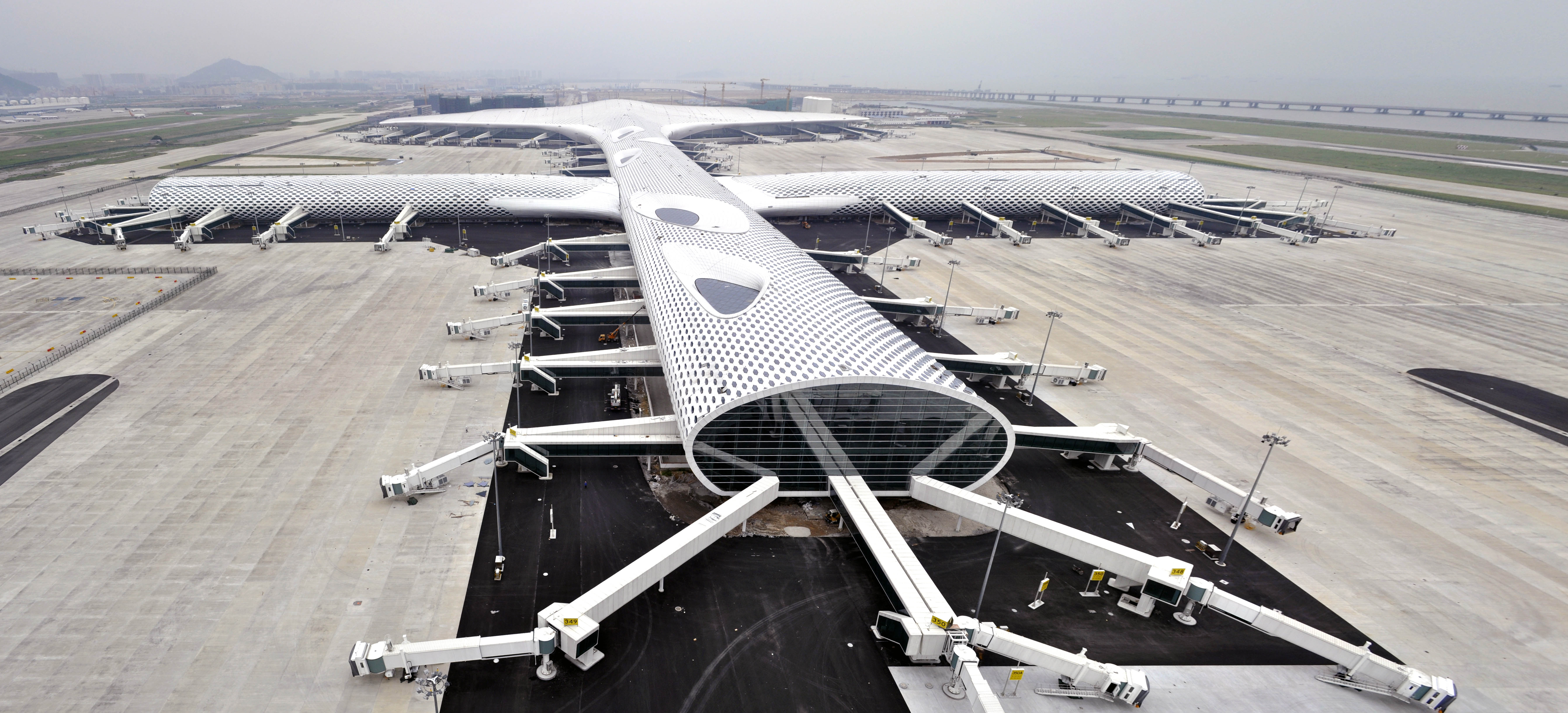
De internationale luchthaven Shenzhen Bao'an

- Biblioteca Nacional de España: XX1579467
- Bibliothèque nationale de France: cb131892035 (data)
- Catàleg d'autoritats de noms i títols de Catalunya: 981058510656306706
- CiNii: DA07315509
- Gemeinsame Normdatei: 118898655
- International Standard Name Identifier: 0000 0001 2102 3613
- Library of Congress Control Number: n87882200
- Nationale Bibliotheek van Letland: 000227071
- Nationale Bibliotheek van Tsjechië: jx20091103003
- Nationale Bibliotheek van Israël: 987007443748805171
- Nederlandse Thesaurus van Auteursnamen: 31444534X
- Istituto Centrale per il Catalogo Unico: CFIV034206
- LIBRIS: 226155
- SNAC: w6ng4v63
- Système universitaire de documentation: 034827706
- Union List of Artist Names: 500094382
- Virtual International Authority File: 73967204
- WorldCat: E39PBJxmM6pkWYKKDBfdCp8V4q